# Le deuil sied à Électre (film, 1947)
Pour les articles homonymes, voir Le deuil sied à Électre (homonymie).
Pour plus de détails, voir Fiche technique et Distribution.
Le deuil sied à Électre (Mourning Becomes Electra) est un film américain réalisé par Dudley Nichols, sorti en 1947. Le film est une adaptation de la pièce de théâtre Le deuil sied à Électre d'Eugene O'Neill, adaptation moderne de l'Orestie d'Eschyle, transposée aux États-Unis après la guerre de Sécession.

## Synopsis
La guerre de sécession finie, le général Ezra Mannon et son fils Orin, jeune officier, rentrent chez eux. Pendant leur absence, Christine Mannon, l'épouse d'Ezra, est devenue la maitresse de son propre neveu, Adam Brant, l'ex-fiancé de sa fille Lavinia. Adam et Christine, veulent se débarrasser d'Ezra et l'assassinent. Orin, pour venger son père, tue Adam ; puis Christine d'abord, et Orin ensuite, se suicident. Lavinia reste seule dans la grande maison.

## Fiche technique
- Titre : Le deuil sied à Électre
- Titre original : Mourning Becomes Electra
- Réalisation : Dudley Nichols
- Scénario : Dudley Nichols d'après la pièce Le deuil sied à Électre d'Eugene O'Neill
- Musique : Richard Hageman
- Dialogues : Jack Gage
- Direction artistique : Albert S. D'Agostino
- Décors : William Flannery
- Costumes : Travis Banton et Gile Steele
- Photographie : George Barnes
- Montage : Roland Gross et Chandler House
- Producteurs : Dudley Nichols et Edward Donahue (producteur associé)
- Société de production et de distribution : RKO Radio Pictures
- Pays de production : États-Unis
- Langue d'origine : anglais américain
- Format : noir et blanc — 35 mm — 1,37:1 — mono (RCA Sound System)
- Genre : drame
- Durée : 173 minutes
- Dates de sortie : 
  - États-Unis : 17 novembre 1947
  - France : 21 septembre 1949

## Distribution
- Rosalind Russell : Lavinia Mannon
- Michael Redgrave : Orin Mannon
- Raymond Massey : le brigadier général Ezra Mannon
- Katína Paxinoú : Christine Mannon
- Leo Genn : Adam Brant
- Kirk Douglas : Peter Niles
- Nancy Coleman : Hazel Niles
- Henry Hull : Seth Beckwith
- Sara Allgood : la propriétaire
- Thurston Hall : Dr Blake
- Walter Baldwin : Amos Ames
- Elisabeth Risdon : Mme Hills
- Erskine Sanford : Josiah Borden
- Jimmy Conlin : Abner Small
- Lee Baker : le révérend Hill
- Tito Vuolo : Joe Silva
- Nora Cecil : Louisa Amos
- Robert Dudley : un chimiste

## Autour du film
Le film a intéressé Frantz Fanon (Peau noire, masques blancs, points p.135-136), qui consacre une note importante au personnage d'Orin, et fait du film une belle description d'un œdipe incestueux. Le drame familial est calqué sur la pièce : Orin correspond à Oreste dans la tragédie grecque, et Vinnie à Électre.